# IC 252/1
IC 252/1 је спирална галаксија у сазвијежђу Кит која се налази на листи објеката дубоког неба у Индекс каталогу.
Деклинација објекта је - 14° 50' 52" а ректасцензија 2h 41m 45,0s. Привидна величина (магнитуда) објекта IC 252 износи 14,7 а фотографска магнитуда 15,5.